# Algerische Zornnatter
Die Algerische Zornnatter (Hemorrhois algirus, Syn.: Coluber algirus, Zamenis algirus, Periops algira) ist eine ungiftige Schlange aus der Familie der Nattern, genauer, der Unterfamilie der Land- und Baumnattern. Sie kommt in Nordafrika, aber auch auf Malta vor.

## Merkmale
Algerische Zornnattern können 115 Zentimeter lang werden bei einer Schwanzlänge von 26,5 Zentimetern. Die Kopfoberseite ist olivgrün und wird zum Nacken hin dunkler und geht in eine schwarze, V-förmige Nackenbinde über. Die hellbeige Färbung auf der Bauchseite führt bis um das Auge. Auf dem ebenfalls olivgrünen Rücken ziehen sich schwarze Flecken entlang, auf der Seite gibt es eine Reihe schwarzer Barren.
Die Zeichnung ist sehr variabel, so gibt es auch Tiere, die am Hinterkopf ein Hufeisenmuster haben und so der Hufeisennatter sehr ähnlich sehen.
Die Schuppen sind nicht gekielt. Auf der vorderen Körperhälfte hat Hemorrhois algirus 23–25 Rückenschuppenreihen, 25 auf Höhe der Körpermitte und auf Höhe der letzten der 210–232 Bauchschuppen sind es noch 17, selten 15, Rückenschuppenreihen. Die Analschuppe kann geteilt oder ganz sein, anschließend hat die Algerische Zornnatter zwischen 94 und 110 Schwanzschuppen (Scutum subcaudale).
Die Nasenschuppe (Scutum nasale) ist geteilt, daran schließt stets eine Loreale an. Auch die Beschuppung um das Auge ist charakteristisch: Vor dem Auge liegen meist zwei Präokulare, wobei die obere, die auch geteilt sein kann, größer als die untere ist; hinter dem Auge sitzen zwei Postokulare sowie eine Postsubokulare direkt darunter. Die Anordnung der Temporalen ist sehr variabel.
Von den 9–10 Oberlippenschilden grenzt nur eine, die fünfte oder sechste, direkt ans Auge.

## Systematik
Es werden zwei Unterarten der Algerischen Zornnatter unterschieden:
- Hemorrhois algirus algirus (Jan 1863)
- Hemorrhois algirus intermedius Werner 1929

Hemorrhois algirus intermedius unterscheidet sich von der Nominatform hauptsächlich durch eine geringe Anzahl an Rückenschuppenreihen: An der Körpermitte hat Hemorrhois algirus intermedius meist nur 23, davor meist 21 und vor der Analen stets nur 15 Dorsalia.
Bis genetische Analysen gegenteiliges gezeigt hatten, wurde die Algerische Zornnatter lange in die Gattung Zamenis gestellt und 1979, wie viele andere Nattern, die sich auf die Jagd nach flinker Beute wie Eidechsen spezialisiert haben, durch Sochurek in die Gattung der Zornnattern (Coluber) gestellt. Nachdem sich gezeigt hatte, dass die Arten der Gattung Coluber keine gemeinsame Stammform haben, wurden die Arten der alten Welt unter anderem in die Gattungen Dolichophis, Hemerophis, Hemorrhois, Hierophis und Platyceps verschoben. In der Gattung Hemorrhois ist Hemorrhois algirus am nächsten mit Hemorrhois hippocrepis, der Hufeisennatter, verwandt.

## Verbreitung
Die Art kommt in Nordafrika vor. Im Südwesten beginnt das Verbreitungsgebiet in Mauretanien, verläuft über den gesamten Magreb und erreicht im Osten Libyen und möglicherweise Ägypten. In Malta wurde sie vermutlich durch den Menschen eingeschleppt.
In Marokko, Algerien und Tunesien, wo sie auf die Hufeisennatter trifft, bevorzugt sie die trockeneren Lebensräume weiter im Landesinneren, während die Hufeisennatter entlang der Küste lebt. Besonders in der Kontaktzone der beiden Verbreitungsgebiete ist eine eindeutige Bestimmung, ob es sich um eine Hufeisennatter oder eine Algerische Zornnatter handelt, schwer.
Beginnend in Algerien lebt im östlichen Teil des Verbreitungsgebiets die Nominatform Hemorrhois algirus algirus, während Hemorrhois algirus intermedius den westlichen Teil des Verbreitungsgebiets einnimmt.
Die Algerische Zornnatter lebt von Meereshöhe bis 1300 m ü. NN. Die meisten Fundpunkte liegen nicht weiter als 100 km im Landesinneren.
In Teilen des Verbreitungsgebiets lebt die Algerische Zornnatter sympatrisch mit Platyceps saharicus. Diese ähnelt der Algerischen Zornnatter, wobei Platyceps saharicus schlanker ist, nur 19 Rückenschuppenreihen auf Höhe der Körpermitte hat und eine höhere Anzahl an Bauch- und Schwanzschuppen aufweist.

## Lebensweise
Wie alle Zornnattern legt Hemorrhois algirus Eier (Oviparie).
Sie ernähren sich hauptsächlich von Eidechsen, großen Heuschrecken und Nagetieren. Zum Sonnenbaden klettern sie auf Palmen und lassen sich bei Gefahr fallen.